# Belén Rueda
Belén Rueda   (Madrid, 16 de març de 1965) és una actriu i presentadora de televisió espanyola. Després d'una extensa carrera televisiva a sèries i programes durant més de deu anys, Belén Rueda debutà al cinema l'any 2004 amb Mar adentro, dirigida per Alejandro Amenábar, i protagonitzà L'orfenat el 2007. A Mar adentro compartí repartiment amb actors com Javier Bardem o Lola Dueñas i guanyà el premi a millor actriu revelació a la XIX edició dels Premis Goya.

## Filmografia

### Cinema
| Com a actriu - Retruc (2001, curtmetratge) - Mar adentro (2004) - Savage Grace (2007) - L'orfenat (2007) - 8 citas (2008) - Spanish Movie (2009) - Els ulls de la Júlia (2009) - El mal ajeno (2010) - No tengas miedo (2011) - El cuerpo (2012) - Séptimo (2013) - Ismael (2013) - Séptimo (2013) - La noche que mi madre mató a mi padre (2016) - Órbita 9 (2016) - Perfectos Desconocidos (2017) - El Cuaderno de Sara (2017) - El Pacto (2018) | Com a dobladora - Madagascar (2005) - Artic Tale (2007) - Madagascar 2 (2008) - Oceanworld 3D (2009) |

### Televisió
| Com a presentadora - VIP Noche (1990-1992) - Telecupón (1991) - La ruleta de la fortuna (1992) - Tele 5 ¿dígame? (1992) - Noche, noche (1993) - Tentación (1993) - Ta tocao (1994) - Sin ir más lejos (1995) - El Belen de Navidad (1995) - En directo contigo (1995-1996) - ¿Qué apostamos? (1996) - Zip Zap (1997) - El club de la comedia (2001, 2011) - Gotas de vida (2007) - Saturday Night Live (Espanya) (2009,invitada especial) | Com a actriu - Médico de familia (1997, cinc episodis) - Periodistas (1998-2002) - 7 vidas (2001, un episodi) - Los Serrano (2003-2007) - La princesa de Éboli (2010) - El barco (2011, tres episodis) - Luna, el misterio de Calenda (2012-2013) - B&B, de Boca en Boca (2014-2015) - La embajada (2016) |

### Teatre
- Closer (2007)
- La caída de los dioses (2011)

## Premis
Premis Goya
| Any  | Categoria                                  | Pel·lícula  | Resultat   |
| ---- | ------------------------------------------ | ----------- | ---------- |
| 2007 | Premi Goya a la millor actriu protagonista | L'orfenat   | Candidata  |
| 2004 | Premi Goya a la millor actriu revelació    | Mar adentro | Guanyadora |

Fotogramas de Plata
- Millor actriu de cinema per L'orfenat (2007)
- Nominada a millor actriu de teatre per Closer (2007)
- Millor actriu de cinema per Mar adentro (2004)
- Nominada a millor actriu de televisió per Los Serrano (2003)

Unión de Actores
- Millor actriu protagonista de cinema per L'orfenat (2007)
- Nominada a millor actriu protagonista de televisió per Los Serrano (2005)
- Millor actriu revelació per Mar adentro (2004)

Círculo de Escritores Cinematográficos
- Nominació a la millor actriu protagonista per L'orfenat (2007)
- Premi revelació per Mar adentro (2004)

Premis ACE
- Millor actriu per L'orfenat (2007)
- Nominada a millor actriu per Mar adentro (2004)

Premis Saturn
- Nominació a la millor actriu per L'orfenat (2007)

Premis Protagonistas
- Premi de cinema per L'orfenat (2007)

Premis Barcelona
- Millor actriu per L'orfenat (2007)

TP d'Or
- Nominada a millor actriu per Los Serrano (2003)
- Nominada a millor presentadora per Ta tocao (1994)

Premis Max
- Nominació a millor actriu protagonista per Closer (2007)